# Wizyta Billy’ego Grahama w Polsce

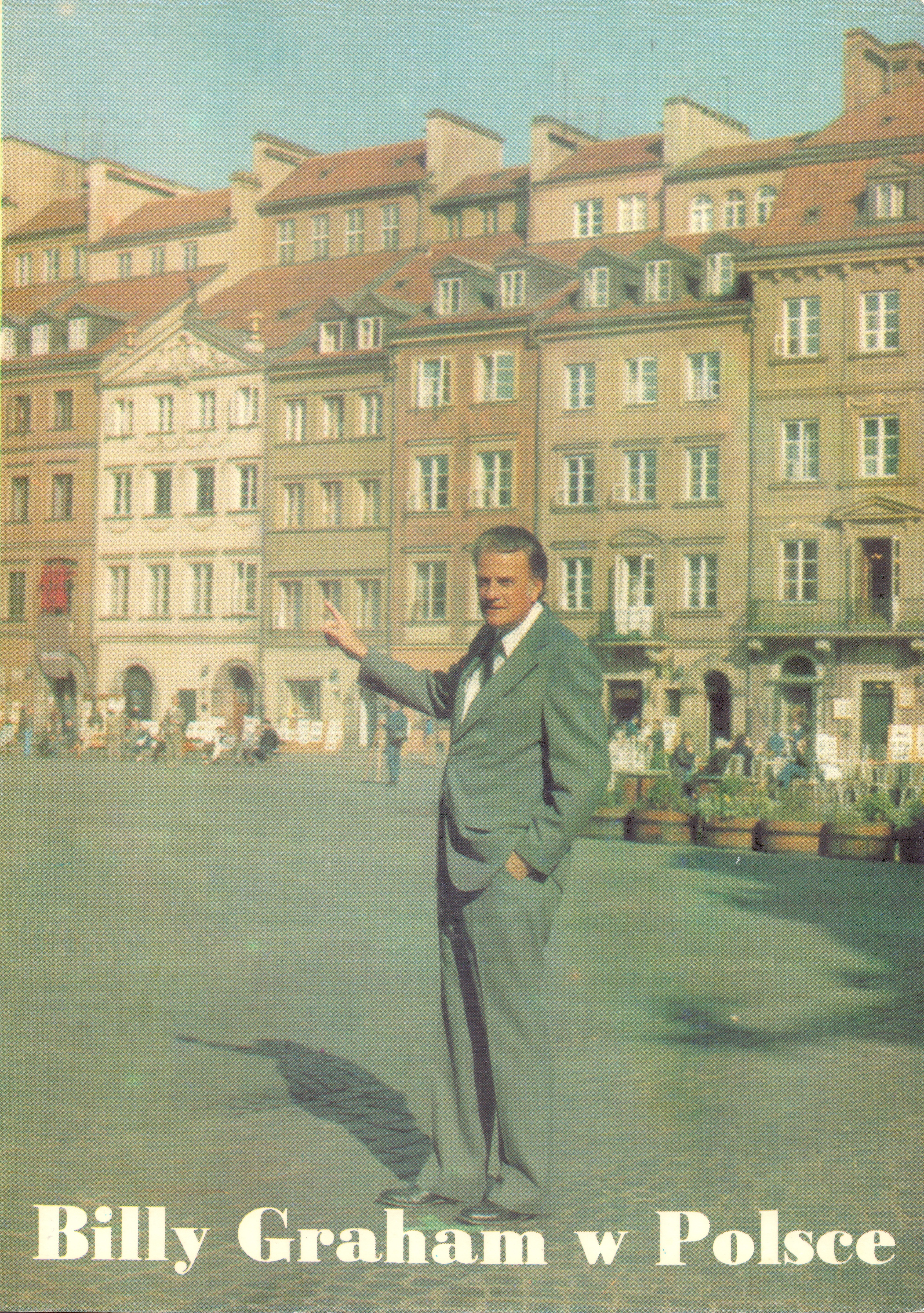
Książka „Billy Graham w Polsce”

Wizyta Billy’ego Grahama w Polsce – 253. kampania ewangelizacyjna Billy’ego Grahama, amerykańskiego ewangelisty przebudzeniowego, teologa i antropologa, jednego z najbardziej znanych ewangelistów na świecie która miała miejsce w dniach 6–16 października 1978. Polska była 57. krajem, który odwiedził kaznodzieja. Przebywał on kolejno w następujących miastach: Warszawie, Białymstoku, Poznaniu, Wrocławiu, Katowicach, Oświęcimiu, Krakowie, Częstochowie i ponownie w Warszawie.
Wizyta była jednym z najważniejszych wydarzeń w historii polskiego ewangelikalnego chrześcijaństwa. Wizyta była też ważnym wydarzeniem ekumenicznym, otworzyła nowy etap współpracy między Kościołami chrześcijańskimi w Polsce. Ponadto podczas wizyty Graham spotkał się z przedstawicielami władz państwowych, m.in. z wicepremierem Józefem Tejchmą i ministrem Kazimierzem Kąkolem. Tłumaczem Grahama był prezbiter Zdzisław Pawlik, sekretarz Polskiej Rady Ekumenicznej. Wizyta była monitorowana przez SB.

## Pierwsze zaproszenie

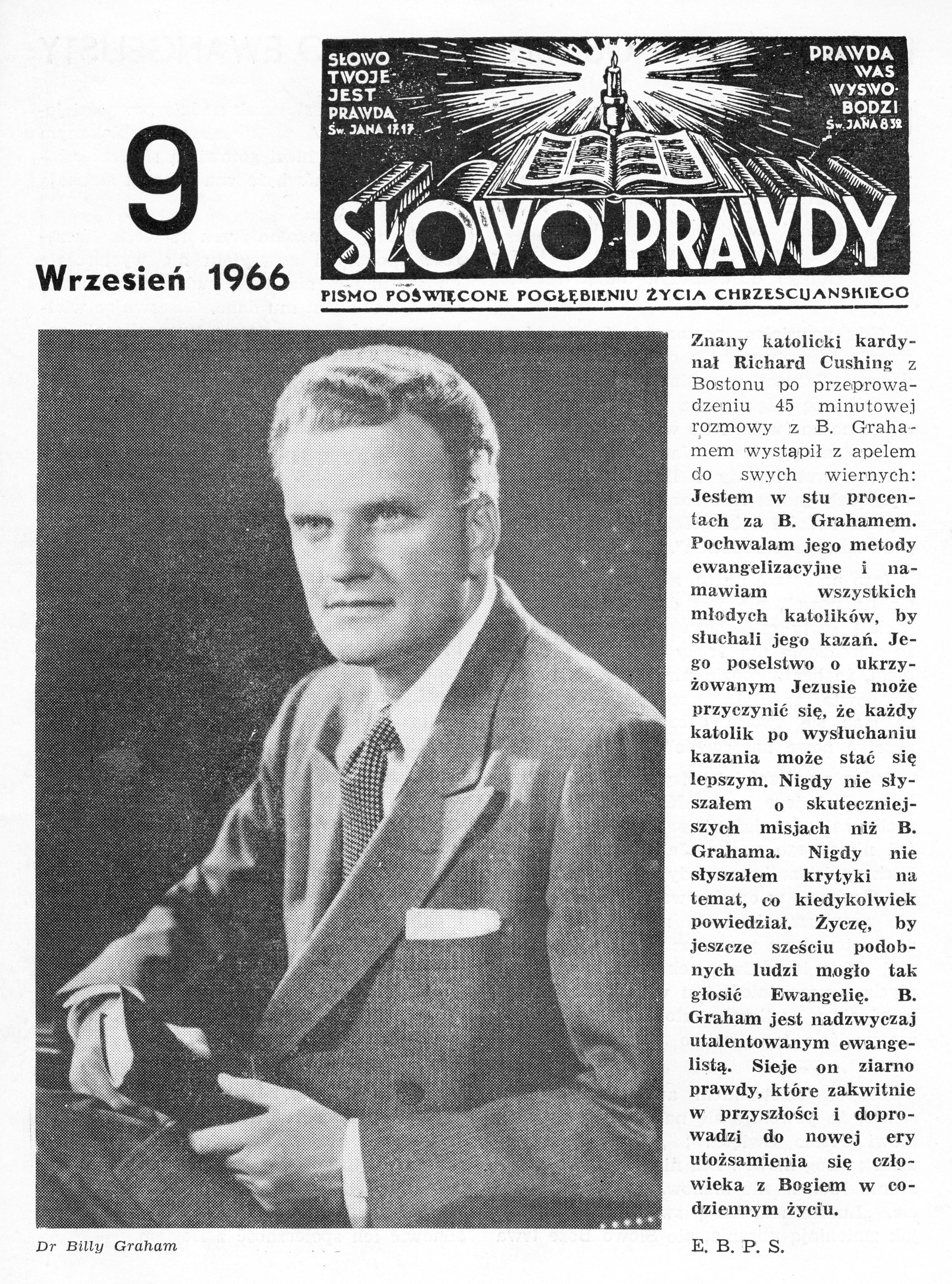
Miesięcznik „Słowo Prawdy” z września 1966

Pomysł zaproszenia Billy’ego Grahama do Polski narodził się w latach 60. XX wieku. Polski Kościół Baptystów chciał zaprosić Grahama w 1966 roku, roku milenijnym. Oprócz Grahama chciano również zaprosić pastora Kinga. Zaproszenie wystosował Aleksander Kircun, zwierzchnik polskich baptystów, w maju albo czerwcu 1966 roku. Graham miałby odwiedzić następujące miasta: Warszawa, Kraków, Oświęcim, Wrocław. W programie miałyby uczestniczyć kościoły protestanckie (luteranie, reformowani). Organizatorzy chcieli nadać wizycie charakter konfrontacyjny wobec Kościoła katolickiego. Nigdy też dotąd amerykański ewangelista nie głosił Ewangelii w komunistycznym kraju. Jedna z berlińskich rozgłośni radiowych podała wtedy, że skoro władze PRL wyraziły zgodę na przyjazd „protestanckiego papieża”, to powinny również zaprosić katolickiego papieża. Komunistyczne władze odmówiły wcześniej papieżowi Pawłowi VI, nie chciano więc, by przyjazd Grahama, protestanta, wzbudzał zbędne kontrowersje. W roku 1978 Tadeusz Dusik stwierdził, że do wizyty nie doszło „z tego względu, że B. Grahama cechowała wojownicza postawa wobec krajów socjalistycznych”.

## Drugie zaproszenie
11 października 1977 roku Naczelna Rada Kościoła Chrześcijan Baptystów zwróciła się do Urzędu ds. Wyznań z prośbą o wyrażenie zgody na przyjazd do Polski Billy’ego Grahama. Było to w miesiąc po jego wizycie w Węgrzech i pozytywne opinie węgierskich komunistów przekonały polskie władze do wyrażenia zgody. W lutym 1978 roku władze PRL wyraziły zgodę. Władze wyrażając zgodę na przyjazd brały pod uwagę, że Graham jest osobą znaną i wpływową w USA i fakt odmowy mógłby być dla Polski niekorzystny. Ponadto brano pod uwagę również i to, że wizyta może poprawić wizerunek Polski na Zachodzie.
Rozmowy toczone były również z Kościołem rzymskokatolickim oraz Polską Radą Ekumeniczną. W trakcie tych rozmów przedstawiciele Stowarzyszenia Ewangelizacyjnego Billy’ego Grahama (Billy Graham Evangelistic Association, BGEA) dwukrotnie odwiedzili Polskę (styczeń, kwiecień). BGEA początkowo godziło się na 6-dniową wizytę (w owym czasie Graham otrzymywał około 3 tysięcy zaproszeń rocznie), strona polska chciała 12 dni.
Na tłumacza wyznaczono Zdzisława Pawlika, który nie tylko znał język angielski, ale też kilkakrotnie miał już okazję słuchać Grahama na różnych kongresach baptystycznych. Spotkał się też specjalnie z Aleksandrem Haraszti, doradcą Billy’ego Grahama, który poinstruował go, że nie wystarcza tylko oddawać sens jego słów, ale również należy naśladować tonację głosu, gestykulację, a nawet mimikę mówcy. „Tych, którzy znają angielski, będzie wśród słuchaczy niewielu. Ludzie więc będą słuchać ciebie, jakbyś był Grahamem. Dlatego winieneś oddawać nie tylko sens, ale również wszelkie odcienie emocjonalnego napięcia”, stwierdził Haraszti. Pawlik na miesiąc przed zapowiedzianą wizytą w Polsce udał się do Szwecji, gdzie Graham przeprowadzał właśnie ewangelizację, by przyjrzeć się jego sposobowi głoszenia i wczuć się w rolę tłumacza. Tam też pierwszy raz miał okazję osobiście rozmawiać z Grahamem.
Graham przed przyjazdem przeprowadził konsultacje, w których pytał jak ma usługiwać, by nie urazić gospodarzy, by uszanować ich kulturę i zwyczaje. Z tego względu zrezygnował z humorystycznych wstępów, które przewijały się często w jego kazaniach zwróconych do Amerykanów.
Wraz z Grahamem przybyli do Polski jego żona Ruth, Walter H. Smyth (wraz z żoną), który kierował przygotowaniem wielkiej nowojorskiej krucjaty oraz kilku innych krucjat Grahama; Cliff Barrows, kierownik muzyczny; Bill Fasing, muzyk organowy i specjalista od elektroniki; John N. Akers, doktor filozofii i wykładowca; Myrtle Hall, wokalistka; Aleksander S. Haraszti, misjonarz oraz doradca Billy’ego Grahama; ponadto szesnaście innych osób. Polska była 57. krajem, który odwiedził Billy Graham.
Wizyta Grahama zbiegła się ze 120. rocznicą istnienia społeczności baptystów na ziemiach polskich (obchodzone w listopadzie). Na krótko przed przyjazdem Grahama do Polski, wydawnictwo „Słowo Prawdy” wydało specjalną broszurę „Ewangelista dr Billy Graham”, w której przedstawiono jego sylwetkę i pracę. Wydano również w języku polskim jego książkę pt. „Musicie się na nowo narodzić”. W każdym miejscu, do którego miał przybyć Graham, przeprowadzona została szeroka akcja indywidualnego zapraszania. We wszystkich kościołach należących do Polskiej Rady Ekumenicznej podane zostały odpowiednie ogłoszenia i rozmieszczono plakaty ewangelizacyjne. Były one także eksponowane w kościołach rzymskokatolickich.

## Przebieg wizyty

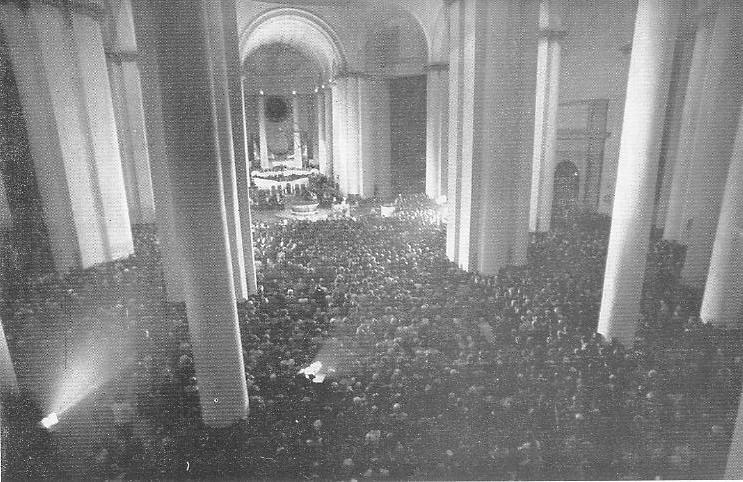
W Katedrze Chrystusa Króla w Katowicach

Graham przybył do Polski 6 października 1978 roku. Na lotnisku w imieniu Kościoła baptystów przywitał go Michał Stankiewicz, w imieniu Polskiej Rady Ekumenicznej – Witold Benedyktowicz, w imieniu Kościoła katolickiego – bp Władysław Miziołek. Miziołek wyraził przypuszczenie, że większość słuchaczy Grahama stanowić będą katolicy. Graham odpowiedział, m.in.: „Jestem przekonany, że moje przybycie do Polskiej Rzeczypospolitej Ludowej jest oznaką pojawienia się nowego ducha w tym świecie, symbolem nowych kierunków i nowych nadziei zarówno wśród chrześcijan, jak i całych narodów.” Zacytował też słowa Jana Pawła I z jego inauguracji: „O jak wielkie są bogactwa i poznanie Boga! Jakże niezbadane sądy Jego i niedoścignione Jego drogi!” Wieczorem, w Hotelu Victoria, odbyła się oficjalna uroczystość powitalna z przedstawicielami Kościołów, władz państwowych, ambasad i dziennikarzy. Graham złożył oświadczenie, w którym wyjaśnił cel swojej wizyty: głosić Ewangelię, poznać system społeczny w Polsce, budować mosty w podzielonym świecie.
Graham głosił słowo w kościołach katolickich (Warszawa, Poznań, Katowice, Kraków), w ewangelickich (ewangelicko-reformowanym i ewangelicko-augsburskim) (Warszawa) oraz w zborach baptystów (Białystok, Warszawa, Wrocław). Przed przybyciem do Polski Graham przemawiał okazyjnie w katolickich kościołach (np. na pogrzebach), jednak pełne ewangelizacyjne kazanie w kościele katolickim wygłosił dopiero w katedrze w Poznaniu. W Katowicach przemawiał w katedrze Chrystusa Króla, którą wypełniło około 10 tysięcy ludzi. Wskazując na krzyż wiszący nad ołtarzem, wyjaśniał, jakie znaczenie dla wszystkich chrześcijan ma śmierć Chrystusa na krzyżu. Po kazaniu z organów w tyle katedry rozległy się dźwięki reformacyjnego hymnu „Warownym grodem jest nasz Bóg”. Było to pierwsze tak duże spotkanie religijne zorganizowane na terenie diecezji katowickiej. W Krakowie głosił w kościele św. Anny, na co już wcześniej uzyskał zgodę kardynała Karola Wojtyły. 
W Białymstoku Polski Kościół Baptystów dysponował w owym czasie swoim największym i najbardziej nowoczesnym obiektem. Wewnątrz budynku oraz na zewnątrz zgromadziło się kilka tysięcy ludzi. Tematem wygłoszonego w nim kazania Grahama był „Powrót do Ojca”.
Graham złożył szereg wizyt dostojnikom państwowym: przewodniczącemu Komisji Sejmowej Spraw Zagranicznych Ryszardowi Frelkowi, wicepremierowi Józefowi Tejchmie, Kazimierzowi Kąkolowi i Tadeuszowi Dusikowi; prezydentom miasta Krakowa i Białegostoku. Odwiedził zakład Teletra w Poznaniu poznając jego produkcję, był w Centrum Zdrowia Dziecka w Warszawie, odwiedził Tykocin, Treblinkę, klasztor jasnogórski w Częstochowie oraz Auschwitz-Birkenau. Był pierwszym protestantem, który został podjęty przez przeora jasnogórskiego klasztoru. Po wizycie w niemieckim obozie koncentracyjnym powiedział: „Oświęcim jest przestrogą dla całego rodzaju ludzkiego – przypomnieniem jednego z najmroczniejszych okresów cywilizacji. (...) jest również pomnikiem odwagi i wytrwałości tych, którzy walczyli z systemem zła przezeń reprezentowanym”.
16 października, ostatniego dnia pobytu, odbyła się w Hotelu Europejskim konferencja prasowa, zorganizowana przez Interpress. Graham złożył oświadczenie, w którym podzielił się swymi wrażeniami podczas wizyty w Polsce. Powiedział, że po raz pierwszy w jego życiu zdarzyło się, by współpracowały z nim wszystkie Kościoły danego kraju i ma nadzieję, że zainicjuje to nowy okres ekumenizmu w Polsce. Dowiedział się od polskich przywódców, że Polska boryka się z problemem mieszkaniowym. Oświęcim uświadomił mu, że istnieje realna możliwość jeszcze większych okropności.
Podczas wizyty B. Grahama w Polsce, w Watykanie obradowało kolegium kardynałów, natomiast podczas powrotu do USA, 16 października, konklawe dokonało wyboru nowego papieża – Jana Pawła II (w chwili, gdy lądował samolot Grahama w Paryżu).
Niemiecka misja baptystyczna „Licht im Osten” wykorzystała przyjazd Grahama dla wwiezienia do Polski większej ilości rosyjskiej literatury religijnej (w tym przede wszystkim Biblię). Urszula Ristau, przedstawicielka tej misji, znalazła się wśród osób towarzyszących Grahamowi.

## Program wspierający
Kampanie ewangelizacyjne oraz wizyty Grahama zawsze miały program wspierający. Obok głównego nurtu ewangelizacyjnego, prowadzonego osobiście przez Grahama, towarzyszące działania prowadzili jego współpracownicy i asystenci. Ruth, żona Grahama, prowadziła spotkanie dla kobiet ze Zjednoczonego Kościoła Ewangelicznego. Cliff Barrows i Denton Lotz byli gośćmi stołecznego zboru Kościoła Baptystów oraz Kościoła Adwentystów.
W tym samym czasie, gdy Graham był w Białymstoku, jego asystenci gościli w Katowicach, Poznaniu i Gorzowie Wielkopolskim. Cliff Barrows gościł w Klubie Inteligencji Katolickiej w Krakowie, a Denton Lotz – w Wyższym Międzywyznaniowym Instytucie Katechetycznym. Ruth Graham i Ethel Smyth odwiedziły Brytyjskie i Zagraniczne Towarzystwo Biblijne w Warszawie. W drugą niedzielę wizyty Ruth, Barrows oraz Pashko z Kanady odwiedzili w Płocku centralę Kościoła Mariawitów.

## Reakcje prasy
Przed przyjazdem Billy’ego Grahama do Polski w polskiej prasie prawie w ogóle nie pisano na temat planowanej wizyty. „Słowo Prawdy” od kwietnia 1978 roku regularnie i na bieżąco informowało o nadchodzącym przyjeździe. Również „Chrześcijanin” obszernie informował o programie wizyty. Oba pisma publikowały też biografię Grahama oraz jego kazania. Wzmianki zamieszczane były także w „Mariawicie”. Adwentystyczne pismo „Znaki Czasu” (9-1978) zamieściło wywiad z ewangelistą, a okładkę pisma zilustrowano jego fotografią. Większość pism religijnych albo nie dostrzegała wydarzenia, albo ograniczała się do zdawkowych informacji. „Tygodnik Powszechny” (41-1978) podał ogłoszenia o nabożeństwie w Krakowie. Ateistyczny tygodnik społeczno-kulturalny „Argumenty” (41-1978) zamieścił artykuł Anny Pożaryckiej „Kim jest Billy Graham”. Artykuł poprzedzony został słowem wstępnym Andrzeja Tokarczyka. Pożarycka spojrzała na Grahama ze strony socjologicznej, porównała go z aktorem, nazwała reżyserem widowiska, zarzuciła stosowanie techniki wieców. Po wizycie pismo zmieniło zdanie i określiło Grahama mianem jednego z „najwybitniejszych dziś kaznodziejów i ewangelistów protestanckich”.
Podczas wizyty „Słowo Powszechne” od 9 do 19 października codziennie relacjonowało przebieg całej wizyty. Wzmianki były skromne, końcowe sprawozdania były nieco obszerniejsze. Krótkie wzmianki pojawiły się w „Życiu Warszawy”, „Perspektywach”. „Argumenty”, w dziale „Echo Tygodnia”, zamieściły wzmiankę z konferencji prasowej.
Po wizycie serię artykułów zamieścił „Gość Niedzielny”. Pisma religijne kościołów zrzeszonych w Polskiej Radzie Ekumenicznej korzystając z serwisów zamieszczały podobne teksty. „Mariawita” opisał wizytę Ruth Graham oraz Cliffa Barrowsa w Płocku. „Przewodnik Katolicki”, „Tygodnik Powszechny”, „Biuletyn Ekumeniczny”, „Słowo Powszechne” opublikowały obszerne artykuły.
„Przewodnik Katolicki” (52-1978) opublikował artykuł „Sekret Billy Grahama” autorstwa ks. Janusza Tarnowskiego. Zdaniem Tarnowskiego sekret Grahama tkwi w tym, że słowa które głosi uzyskują potwierdzenie w jego własnym życiu. Tarnowski pisze:

Czy zafascynował polskich słuchaczy? Na pewno wielu było pod silnym, niezapomnianym wrażeniem. Urzeczywistnia całkowicie zasady, jakie postanowił: mówić z prostotą i miłością, z mocą, w powiązaniu z osobistym stylem życia według Ewangelii. Wyczuwało się pokorę i szczerość. Ktoś z tłumu szepnął koło mnie: „To jest naprawdę Boży człowiek!” Zdanie takie nie wzbudziło we mnie wątpliwości.

W „Pielgrzymie Polskim” (1-1979), organie prasowym Kościoła metodystycznego, zamieszczono artykuł „JA” Olgierda Krzysztofa Benedyktowicza. Są to refleksje psychologa nad kazaniem Billy’ego Grahama, które kończą się słowami: „Być może stawianie pytań i szukanie odpowiedzi na to, co jest w Billy Grahamie, oglądanie i analizowanie jego osoby, jest dla nas czymś bezpieczniejszym od oglądania SIEBIE, jakimi jesteśmy, stawiania pytań, co jest we MNIE, jaki jestem, czego chcę, jak silna jest MOJA wiara?”.
Wizytą zainteresowały się też pisma obcojęzyczne. Artykuły ukazały się w „Information Bulletin”, w „Wort und Werk”. W „Die Kirche” ukazał się artykuł krytycznie oceniający wizytę Grahama w Polsce. Jego autorem był amerykański student. Artykuł wywołał dyskusję w piśmie. „Vec-Koposten”, baptystyczne pismo szwedzkie, pozytywnie oceniło wizytę w Polsce.

## Pokłosie wizyty

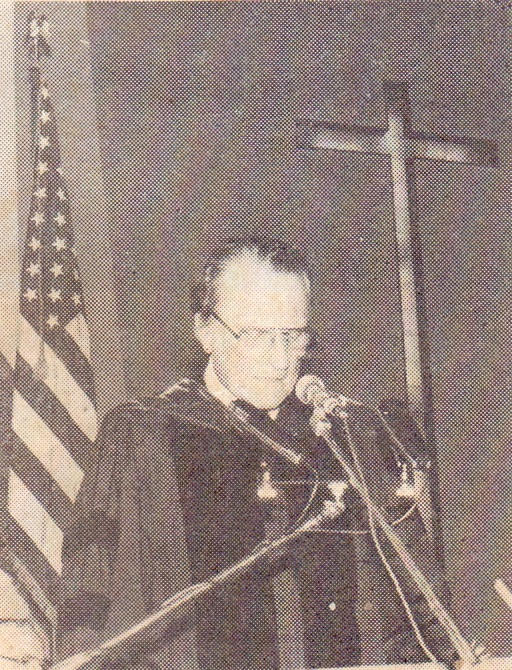
B. Graham wygłasza prelekcję po otrzymaniu doktoratu honoris causa

Dla środowiska protestanckiego wielkim zaskoczeniem był współudział strony katolickiej i wyrażenie zgody na odbycie ewangelizacji w kościołach rzymskokatolickich. Podejrzewano, m.in. tłumacz Zdzisław Pawlik, że miało to związek z wyborem nowego papieża po śmierci Pawła VI. Hierarchowie Kościoła rzymskokatolickiego starali się w ten sposób pozyskać przychylność wpływowych kardynałów amerykańskich i przekonać ich do kandydatury kard. Karola Wojtyły z Polski. Inni podejrzewali, że przyjazd wielkiego ewangelisty do komunistycznego kraju był rezultatem targów politycznych, a Graham służył jedynie za przekaziciela istotnych informacji między Wschodem a Zachodem. Wizyta była też sygnałem dla zachodniego chrześcijaństwa o stopniu zaawansowania polskiego ekumenizmu – baptysta głosił w katolickich kościołach.
Graham przypuszczał, że polski rząd chciał prawdopodobnie poprawić swój wizerunek w oczach amerykańskich, „poprzez stworzenie pozorów wolności religijnej dla swoich obywateli i zachowania pewnego stopnia niezależności od Związku Radzieckiego”. Podejrzewał też, że polscy komuniści chcieli posłużyć się protestanckim ewangelistą, by osłabić autorytet kościoła katolickiego w Polsce.
Bp Herbert Bednorz nazwał wizytę największym ekumenicznym zebraniem w Polsce o wydźwięku międzynarodowym. Pochwalił też Grahama za chrystocentryczne podejście do ekumenizmu. Abp Henryk Gulbinowicz stwierdził, że Episkopat Polski wysoko ocenia wizytę. Bp W. Miziołek stwierdził, że przesłanie Grahama miało charakter ewangeliczny i było dalekie od sekciarstwa. Ewangelizacja w Katowicach zapoczątkowała współpracę ekumeniczną na Śląsku.
Wizyta Grahama otworzyła nowy etap współpracy ekumenicznej, co zostało docenione także przez stronę prawosławną. 15 października 1979 roku zwierzchnik Polskiego Autokefalicznego Kościoła Prawosławnego, metropolita Bazyli, wyróżnił Grahama Orderem św. Marii Magdaleny.
5–8 stycznia 1981 roku Billy Graham otrzymał doktorat honoris causa Chrześcijańskiej Akademii Teologicznej w uznaniu za kampanię ewangelizacyjną roku 1978, po którego odbiór przybył osobiście. Był to jego 27. doktorat honorowy. Po ceremonii nadania doktoratu wygłosił wykład, w którym zwrócił uwagę na dramatyczną sytuację świata, wyścig zbrojeń i potrzebę działań dla powstrzymania zła.
W związku z nadaniem honorowego doktoratu ks. Jerzy Gryniakow przeanalizował kazania Grahama i zauważył, że w pierwszej części kazania podkreśla grożący człowiekowi gniew Boży, a w drugiej możliwość ułaskawienia, jeżeli nastąpi opamiętanie. Kazania są przesycone przykładami z życia amerykańskiego, nie są przeintelektualizowane, nie zawierają zawiłych konstrukcji, zawsze są biblijne, spośród trzech gatunków kazania, preferuje homilię tematyczną. Jego kazania nie są ukierunkowane konfesyjnie, co zdaniem Gryniakowa jest rzadkością. Kazanie o marnotrawnym synu wygłoszone 16 czerwca 1969 w Nowym Jorku uznał za typowe dla Grahama. 
Bp Andrzej Siemieniewski napisał po latach: „Wrocław stał się miastem szczególnie pobłogosławionym […] w roku 1978 głosił tu Ewangelię światowej sławy kaznodzieja baptystów, Billy Graham” . 
Włodzimierz Batóg i William A. Glass ocenili, że ekipa Edwarda Gierka liczyła na dobry odbiór wizyty na Zachodzie, na pokazanie swojej otwartości i znaczenia jako ważnego kraju europejskiego. Liczono także na wymiar propagandowy. SB usiłowała poprzez swoich agentów utwierdzić ekipę ewangelisty, że polityka wyznaniowa prowadzona przez władze była słuszna i tworzyła właściwe warunki dla współpracy na linii państwo – Kościoły. 

## Wizyta w świetle archiwów IPN

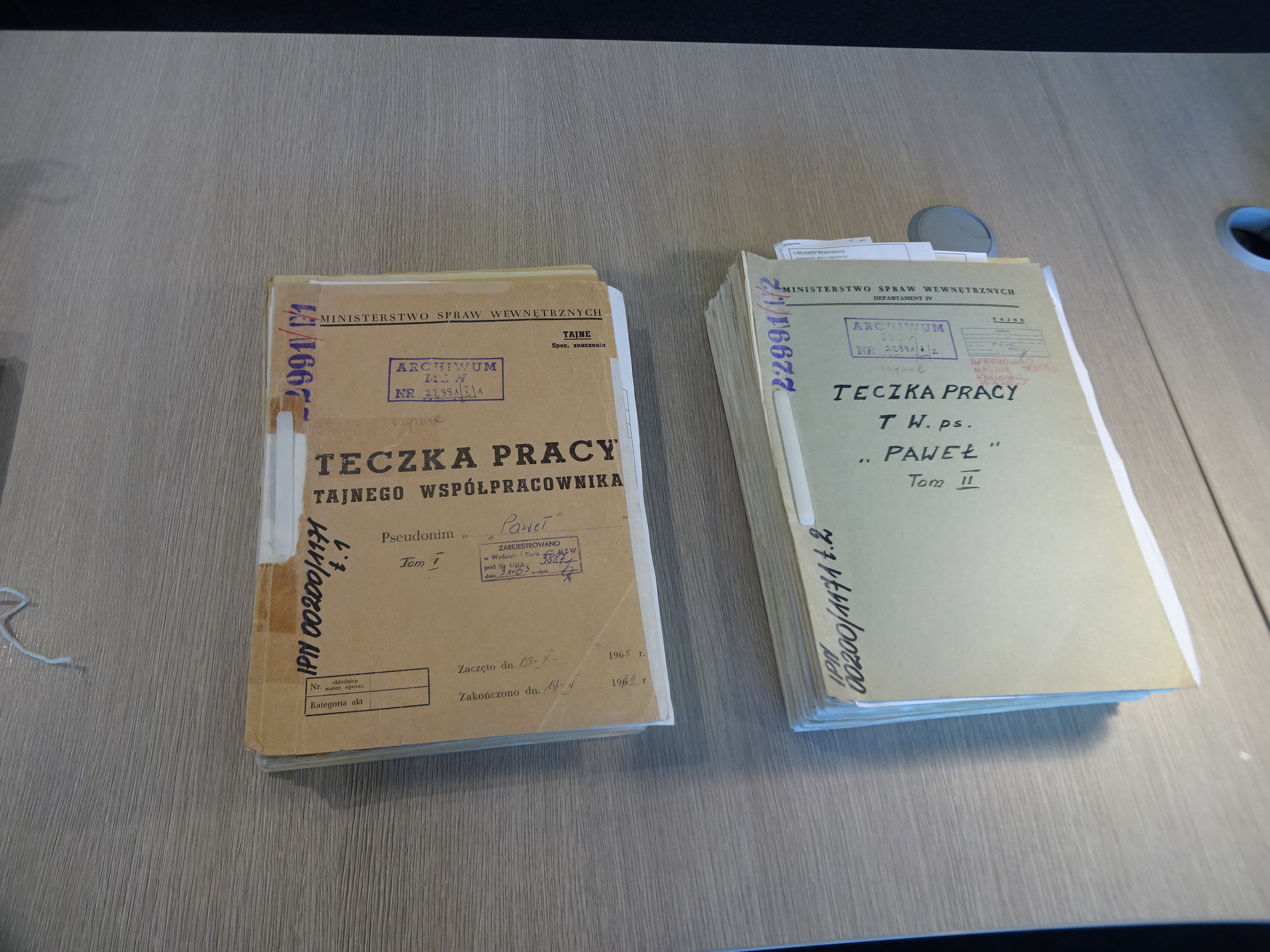
TW „Paweł”

Wizytą interesowała się Służba Bezpieczeństwa, która nadała jej kryptonim „Ewangelista”. W archiwach IPN znajduje się prawie 2000 stron akt, które odtajniono 13 lipca 2013. Z dokumentów tych wynika, że na wizycie zależało polskim baptystom oraz ks. Blachnickiemu, natomiast PRE nie przejawiała entuzjazmu dla wizyty. Polscy baptyści i luteranie nie życzyli, by Graham usługiwał w katolickich kościołach, tego jednak pragnęła misja Grahama. Służba Bezpieczeństwa, która od początku była przeciwna wizycie , postanowiła kontrolować wystąpienia Grahama, wprowadziła w jego otoczenie tajnych współpracowników. Agenci przekazywali dokładne informacje o tym, co działo się wewnątrz ekipy Grahama. Zaangażowano w sumie 19 tajnych współpracowników z Kościołów protestanckich i 8 z Kościoła katolickiego. Tłumacz Grahama to TW „Paweł”, który otrzymał polecenie, by zmieniać treść przekazu Grahama, w przypadku gdyby powiedział coś przeciwko ustrojowi socjalistycznemu. We Wrocławiu wykorzystano następujących agentów: „Pawlica”, „Wik”, „Jarosław”, „Marian”, „Józef”, „Tadek”, „Strzelecki”, „Mak” i „Cesia”. Tajni współpracownicy byli przygotowywani pod kątem dyskusji z Grahamem. Agenci SB podpowiedzieli Grahamowi, by w Oświęcimiu wypowiedział się w sprawie wojny nuklearnej . Amerykańska ekipa nie zwracała większej uwagi na podsuwanych im agentów, ani ich interpretacje.
Z inspiracji SB wysłano 12 listów do bpa H. Bednorza i kard. St. Wyszyńskiego podważających sens ekumenii. SB zorganizowało akcję protestów telefonicznych w imieniu „wiernych” do kurii katowickiej, krakowskiej i poznańskiej.
Z dokumentów IPN wynika, że Graham miał spotkanie z Edwardem Gierkiem i przekazał mu ustnie przesłanie od amerykańskiego prezydenta. Służbę Bezpieczeństwa martwił przemyt Biblii rosyjskich, jakie przy okazji wizyty Grahama zachodnioniemiecka misja „Licht im Osten” przemyciła do Polski, a także przemyt literatury religijnej z Polski do Czechosłowacji. Wizytę wykorzystano też pod kątem skłócenia kościołów protestanckich z katolickim .

## Kazania
- 7 października, „Jak zwiastować Ewangelię?” – kaplica Kościoła Baptystów w Warszawie[63]
- 8 października, „Powrót do Ojca” – kaplica Kościoła Baptystów w Białymstoku[27]
- 9 października, „Krzyż nasza chluba” – Bazylika archikatedralna w Poznaniu, kościół rzymskokatolicki[64]
- 10 października, „Uzdrowienie woli człowieka” – katedra św. Marii Magdaleny Kościoła Polsko-katolickiego we Wrocławiu[65]
- 11 października, „Duchowe przebudzenie” – kaplica Kościoła Baptystów we Wrocławiu[66]
- 11 października, „Krzyż drogowskazem zbawienia” – Katedra Chrystusa Króla w Katowicach, kościół rzymskokatolicki[67]
- 12 października, „Bogaty młodzieniec” – Kościół św. Anny w Krakowie, kościół rzymskokatolicki[68]
- 14 października, „U stóp krzyża Golgoty” – Kościół Wszystkich Świętych w Warszawie, kościół rzymskokatolicki[69]
- 15 października, „Cena ludzkiej duszy” – kościół ewangelicko-reformowany w Warszawie[70]
- 15 października, „Powrót Syna Marnotrawnego” – Kościół Świętej Trójcy w Warszawie, kościół ewangelicko-augsburski[69].